# Heiligdom van Onze-Lieve-Vrouw van Lourdes
Het heiligdom van Onze-Lieve-Vrouw van Lourdes (Frans Sanctuaires Notre-Dame de Lourdes) is een gebied rond de grot van Massabielle in de Franse bedevaartplaats Lourdes.
Het gebied wordt door de kerk beheerd en heeft verschillende functies, waaronder godsdienstige oefeningen, accommodatie voor zieke pelgrims en hun helpers. Het gebied omvat de grot, verschillende kerken, waaronder drie basilieken. Ook kan men er water uit de Lourdesbron verkrijgen, alsmede  hierin baden. Het heiligdom heeft zes officiële talen: Frans, Engels, Italiaans, Spaans, Nederlands en Duits.
Pelgrims en toeristen komen er de grot bezoeken om er te bidden, kaarsen te ontsteken, bronwater verzamelen om als souvenir mee naar huis te nemen en andere godsdienstige oefeningen te houden. Dagelijks zijn er meerdere eucharistievieringen in diverse talen.
In het seizoen is er dagelijks een sacramentsprocessie om 17 uur met zegening van de zieken en een kaarsenprocessie om 21 uur.  

## Basilieken, kerken en kapellen
- Basiliek van de Onbevlekte Ontvangenis (Lourdes) (bovenste basiliek)
- Rozenkransbasiliek (Lourdes) (onderste basiliek)
- Basiliek van Sint-Pius X (Lourdes) (ondergrondse basiliek)
- Sint-Bernadettekerk
- Sint-Jozefkapel
- Kapel van de Verzoening (Biechtkapel)
- Kapel van de Eucharistische Aanbidding
- Crypte
- Tent van de Aanbidding (voor uitstelling van het Allerheiligst Sacrament)

## Beelden
- Beeld van de Gekroonde Maagd

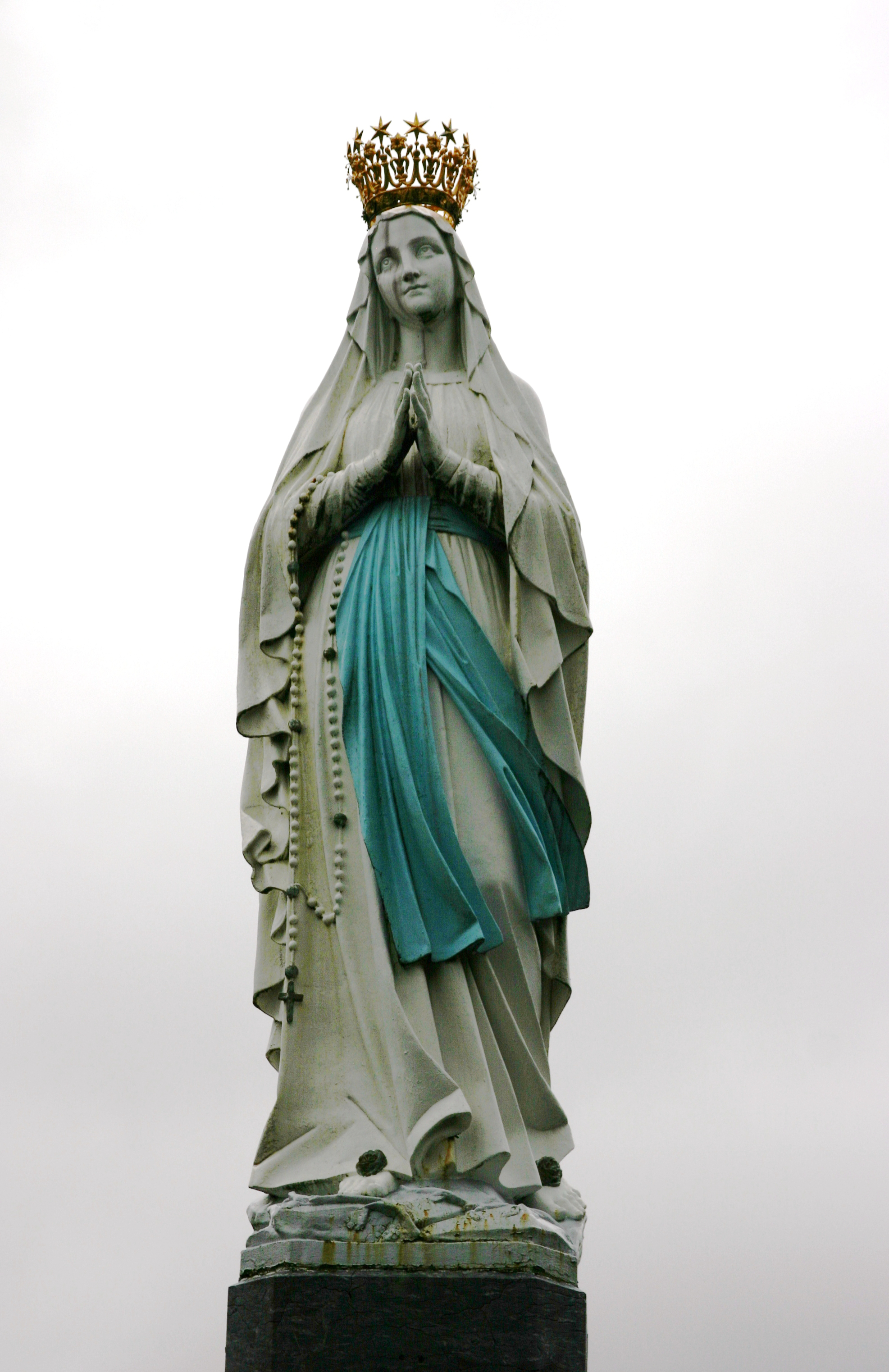
Het pauselijke gekroonde beeld van Onze-Lieve-Vrouw van Lourdes.

- Beeld van Maria als Salus Infirmorum (Heil der Zieken)

## Overig
- Accueil Notre-Dame (met 904 bedden voor zieken)
- Accueil Saint Frai (bedden onbekend)
- Grote Kruisweg
- Kleine Kruisweg voor de zieken
- Boekhandel
- Prairie